# Allobiga
Allobiga est une commune rurale située dans le département de Ziou de la province du Nahouri dans la région Centre-Sud au Burkina Faso.

## Santé et éducation
Le centre de soins le plus proche d'Allobiga est le centre de santé et de promotion sociale (CSPS) de Ziou tandis que le centre médical (CMA) le plus proche se trouve à Pô.